# 諫早市中央体育館
諫早市中央体育館（いさはやしちゅうおうたいいくかん）は、長崎県諫早市に所在する屋内スポーツ施設である。長崎県立総合運動公園に隣接する。諫早市出身の内村航平（ロンドンオリンピック金メダリスト）にちなみ、愛称は内村記念アリーナ。計画および建設中の仮称は新諫早市体育館であった。

## 概要
1969年の第24回国民体育大会にあわせ、その前年に建設された諫早市体育館の老朽化に伴い、長崎県立総合運動公園陸上競技場に隣接して、新体育館を建設することになった。2010年9月に起工し、2013年3月1日にグランドオープンした。市民の屋内スポーツ拠点となる。総工費は約22億円。
2013年1月、正式名称が「諫早市中央体育館」と発表された。

## 施設
- メインアリーナ
  - 面積 約1,824m2、約48m×38m
  - 利用可能数 - バレーボール 2面、バスケットボール 2面、バドミントン 10面、卓球 12台など
  - 観客席数 - 1,448席

- サブアリーナ
  - 面積 約950m2、約38m×25m
  - 利用可能数 - バレーボール 1面、バスケットボール 1面、バドミントン 4面、卓球 4台など

- 会議室・研修室
- 駐車場 - 122台

## 主な大会・イベント
- 2012/13 Vリーグ女子大会（2013年3月）[5]。
- 2014年秋に開催予定の2014年長崎がんばらんば国体のバレーボール会場やフェンシング会場[6]。
- プロバスケットボールチーム長崎ヴェルカのホーム会場のひとつとして、2021-22シーズンには3節6試合開催された[7]。